# Alecu Russo

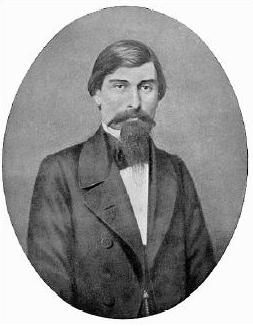
Alecu Russo

Alecu Alexandru Russo (geb. 17. März 1819 in Chișinău, Gouvernement Bessarabien; gest. 5. Februar 1859 in Iași) war ein rumänischer Patriot und Schriftsteller, der als Moldawier eingebürgert wurde.

## Leben und Werk
Alecu Russo wurde 1819 in Chișinău geboren. Nach seiner Teilnahme an den Aufständen von 1848 wurde er ins Exil geschickt. Zu seinen Werken gehören Cântarea României (1850), sein Tagebuch (1855) und seine Neubearbeitung des populären Gedichts Miorița (Schäfchen).
Die  Staatliche Alecu-Russo-Universität Bălți ist nach ihm benannt.